# Distrito de Spišská Nová Ves
El distrito de Spišská Nová Ves (en eslovaco, Okres Spišská Nová Ves) es una unidad administrativa (okres) de Eslovaquia, situada en la región de Košice. Tiene una población estimada, a inicios de 2022, de 98 656 habitantes.
Su capital es la ciudad de Spišská Nová Ves.

## Demografía
| Año        | 1994   | 2004    | 2014    | 2024    |
| ---------- | ------ | ------- | ------- | ------- |
| Población  | 88 693 | 95 144  | 98 869  | 98 670  |
| Diferencia |        | +7,27 % | +3,91 % | −0,20 % |

| Año        | 2023   | 2024    |
| ---------- | ------ | ------- |
| Población  | 98 556 | 98 670  |
| Diferencia |        | +0,11 % |

## Ciudades (población año 2017)
- Krompachy 8828
- Spišská Nová Ves (capital) 37 326
- Spišské Vlachy 3509

## Municipios
- Arnutovce 793
- Betlanovce 721
- Bystrany 3500
- Chrasť nad Hornádom 906
- Danišovce 555
- Harichovce 1879
- Hincovce 232
- Hnilčík 559
- Hnilec 421
- Hrabušice 2521
- Iliašovce 976
- Jamník 1186
- Kaľava 401
- Kolinovce 578
- Letanovce 2280
- Lieskovany352
- Markušovce 4469
- Matejovce nad Hornádom 507
- Mlynky 542
- Odorín 955
- Olcnava 1084
- Oľšavka 194
- Poráč 954
- Rudňany 4514
- Slatvina 334
- Slovinky 1864
- Smižany 8698
- Spišské Tomášovce 2025
- Spišský Hrušov 1268
- Teplička 1152
- Vítkovce 594
- Vojkovce 424
- Žehra 2399